# 克雷夫科爾鎮區 (密蘇里州聖路易斯縣)
克雷夫科爾鎮區（英語：Creve Coeur Township）是位於美國密蘇里州聖路易斯縣的一個行政鎮區。

## 地方資料
克雷夫科爾鎮區的面積為37.73平方千米，皆為陸地。根據2020年美國人口普查的數據，當地共有人口39312人，而人口密度為每平方千米1,041.93人。